# Robot de companyia
Robot de companyia (títol original, 2050) és una pel·lícula dramàtica de ciència-ficció del 2018 dirigida per Princeton Holt i protagonitzada per Dean Cain, Stormi Maya i Stefanie Bloom. Es va estrenar el 16 de novembre de 2018 al Festival de Cinema Independent de Williamsburg i va arribar als cinemes l'1 de març de 2019. S'ha doblat i subtitulat al català.
La pel·lícula va rebre crítiques diverses i va guanyar setze premis, inclosos els de fotografia, guió i efectes visuals. També va formar part de la selecció oficial al Festival de Cinema de Ciència-Ficció de Berlín, al Festival de Cinema d'Austin d'Altres Mons i al Festival de Cinema de Ciència-Ficció de Boston. En aquest últim festival, el film va guanyar el premi a la pel·lícula més provocativa.